# Queen's Hall

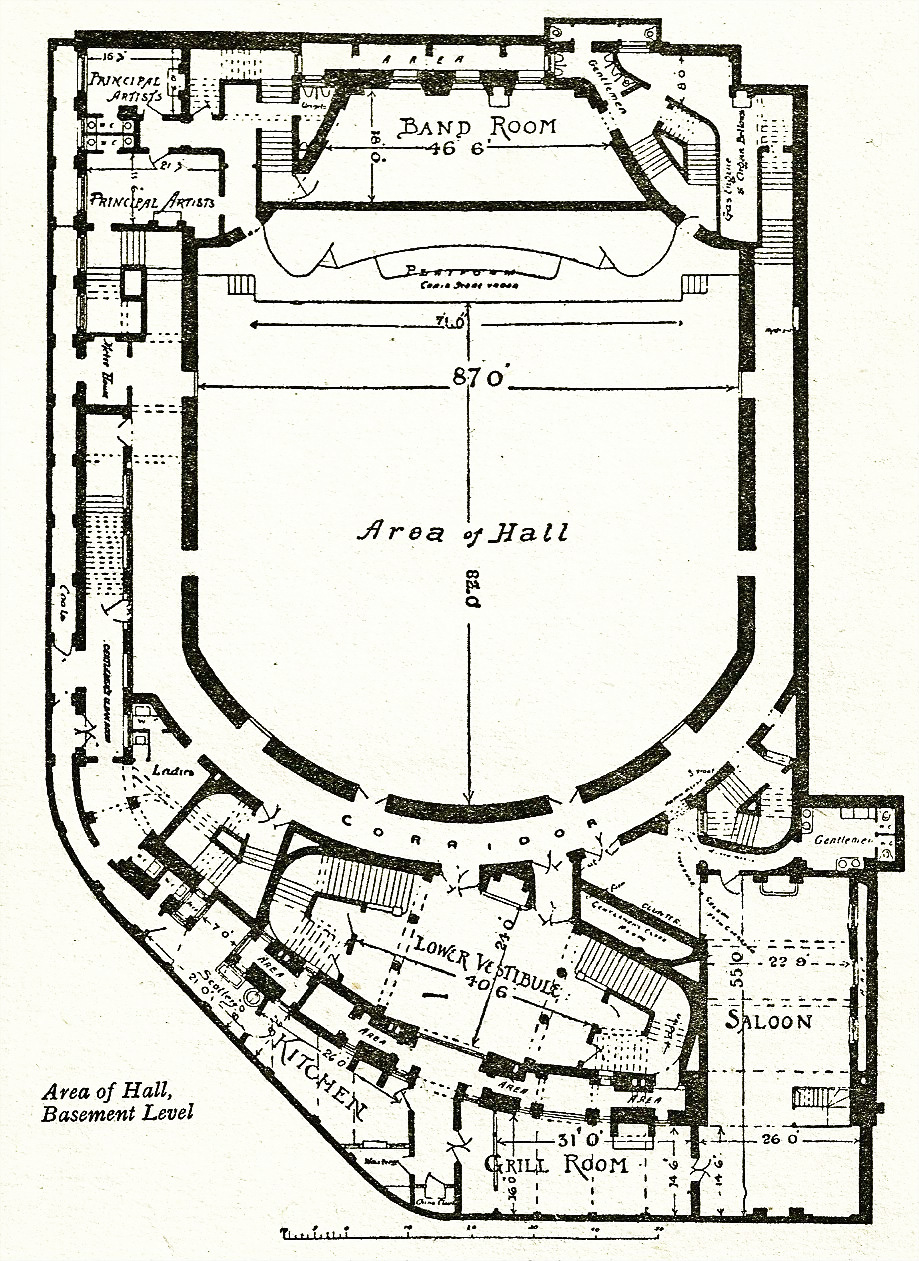
Planta de Knightley para a casa

O Queen's Hall, foi uma sala de concertos em Langham Place, Londres, inaugurada em 1893. Projetada pelo arquiteto Thomas Knightley, tinha espaço para um público de cerca de 2.500 pessoas. Tornou-se em Londres a principal sala de concertos. De 1895 até 1941, foi a sede dos casa de promenade concerts ("The Proms") criados por Robert Newman e Henry Wood. A sala tinha decoração monótona e assentos apertados, mas excelente acústica. Tornou-se conhecida como o "centro musical do Império [Britânico]", e os principais músicos do final do século XIX e do início do século XX se apresentaram lá, incluindo Claude Debussy, Edward Elgar, Maurice Ravel e Richard Strauss.

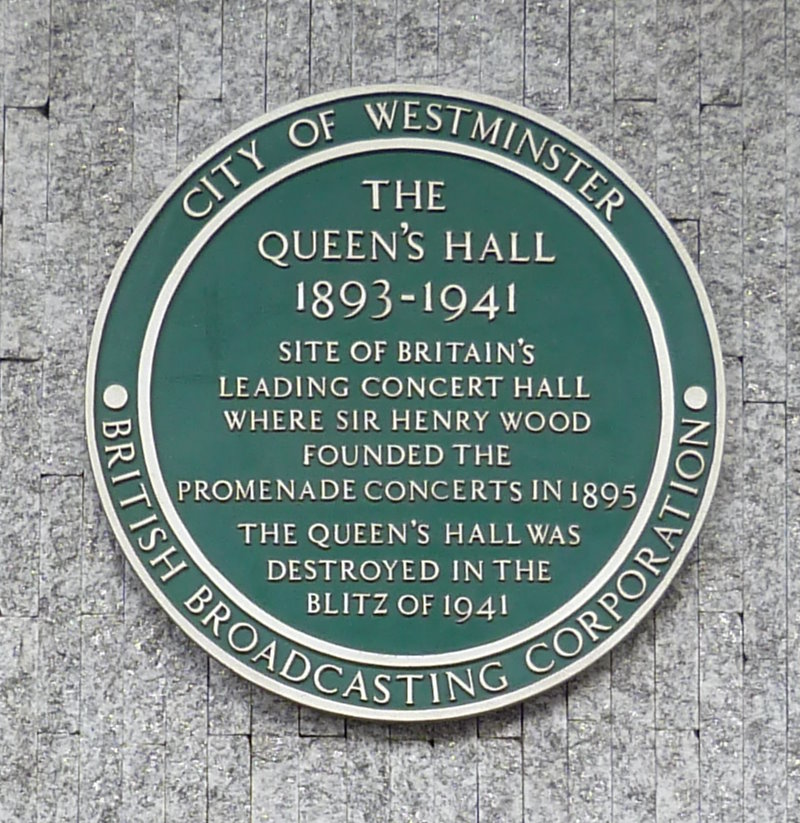
A green plaque do Queen's Hall

Na década de 1930, o salão tornou-se a sede em Londres de duas novas orquestras, a BBC Symphony Orchestra e a Orquestra Filarmônica de Londres. Estes dois conjuntos elevaram os padrões de apresentação orquestral em Londres a novas alturas, e a orquestra própria da sala, fundada em 1893, foi ofuscada e dissolvida. As novas orquestras atraíram uma nova geração de músicos da Europa e dos Estados Unidos, incluindo Serge Koussevitzky, Willem Mengelberg, Arturo Toscanini, Bruno Walter e Felix Weingartner.
Em 1941, durante a Segunda Guerra Mundial, o edifício foi destruído por um bombardeio incendiário no London Blitz. Apesar de muitos esforços pela reconstrução da casa, o governo decidiu não o fazer. As principais funções do Queen's Hall foram assumidas pelo Royal Albert Hall (os Proms), e o novo Royal Festival Hall para a temporada geral de concertos.